# Миљко Витезовић
Миљко Витезовић (Бјелоперица, 1. август 1951 — Београд, 4. мај 2024) био je српски музичар и композитор народне музике.

## Биографија
Миљко Витезовић рођен је 1. августа 1951. године у селу Бјелоперици, општина Косјерић, у Србији. Од оца Селимира и мајке Миљке (Мила) Витезовић. Мила Витезовић била је активна у певачком друштву „Тубићанке”, са тим певачким друштвом наступала је на бројним манифестацијама и концертима у Сава центру у Београду. Интересовање за музику показао је већ у раном детињству, инспирисан традиционалним српским песмама које је слушао од своје баке Јаглике. Јаглика је певала на народним зборовима и осталим пригодама у локалној заједници; неке од тих песама су: „Где ћеш бити лепа Кејо”, „Вишњичица род родила”, „Гором пјева млади Радивојe”, „Ноћ, тамна ноћ”, „Креће се лађа француска”. 
Након што је научио основе музике од својих родитеља, Миљко је почео да наступа на локалним манифестацијама и скуповима, стичући репутацију талентованог младог певача. 
Био је ученик чувеног Мије Крњевца. 
Свирао је хармонику и компоновао песме а касније је и сам постао учитељ хармонике.
Солмизацију је учио код професорке Дубравке Нешовић.
Први јавни наступ имао је са 15 година на аматерским сусретима села.

## Професионална каријера
Током своје каријере компоновао је и снимио бројне песме које су постале хитови, као што су „Еј да ми је рујном зором”, „Од Високе па све до Рудара”, „Ој Србијо мајко ти си наше срце”, „Куршумлијске славе”, „Ој Косово, душо српска”, „Ој Војводо Мишићу”, „Вечити млађожења”.
Његови албуми су постали популарни широм Србије, а постао је познат по својој аутентичној интерпретацији народне музике.
Почетком деведесетих година, снимио је прве трајне снимке изворних песама. Посебан албум је снимљен за Радио Београд под називом: „Најлепше изворне песме”
Неке од тих песама су: „Са Овчара и Каблара”, „Погледај де мала моја”, „Која гора Иво” , „У овој кући се каже: Домаћине, Бог помаже”, „Ој ливадо, росна траво” , „Три ливаде нигде лада нема”, „Чај горо лане моје”, „Ој моја ружо румена”. 
Као композитор народних песама служио се литературом наших значајних књижевника; Тако су настале песме: „Ој на ове дуге ноћи”, „Текла вода Текелија”, „Играли се млади момци све два и два”, „Гази, гази девојчице” - текстови Вук Караџић и  „Стрепња” - песма Десанке Максимовић; као и две песме које су интерпретиране у духу старословенског појања (етно база): „Српске славе” и „Чудотворац Свети Василије Острошки”.
Био је члан је удружења музичара народне и забавне музике Чубура од 01.01.1968. године. Имао је статус уметника а 2006. године добио је и статус истакнутог естрадног уметника.

## Награде и признања
Током своје каријере добио је бројне награде и признања за свој допринос српској музичкој сцени, укључујући:  
- Естрадну награду Србије - Савез естрадно музичких уметника Србије (СЕМУС)
- Повељу захвалности за изузетан допринос у естрадној музичкој делатности - Савез естрадно музичких уметника Србије (СЕМУС)
- Награду за животно дело - Савез естрадно музичких уметника Србије (СЕМУС)
- Златну значку Културно-просветне заједнице Србије
- Наградa стручног жирија фестивала „Илиџа’’ 1994. године

## Лични живот и наслеђе
Поред своје успешне музичке каријере, био је посвећен и својој породици и заједници.  
На носачима звука издао је укупно 24 албума. Током дугогодишње каријере, углавном је добијао позитивне критике које су му биле подстицај за даљи рад и напредак у стваралаштву. 
Његова музика оставила је дубок утицај на српску културу и остаје популарна и данас. 
Миљко Витезовић преминуо је 4. маја 2024. године, али његова музика и даље живи кроз генерације и остаје важан део српске музичке баштине.
Иза себе оставио је преко 1000 ауторских дела. 